# Bamali
Die Sprache Bamali (auch chopechop und ngoobechop genannt; ISO 639-3: bbq) ist eine bantoide Sprache aus der Untergruppe der Nun-Sprachen innerhalb der Gruppe Mbam-Nkam, die von insgesamt 10.800 Personen (2008) in der Kameruner Region Nordwesten gesprochen wird.
Das Bamali ist verwandt mit dem Bafanji [bfj], dem Bamenyam [bce], dem Bambalang [bmo] und dem Bangolan [bgj].